# Kevin Chamberlin
Kevin Chamberlin (nascido em 25 de novembro de 1963) é um ator estadunidense. Atuou como Bertram, o mordomo preguiçoso em Jessie, série original do Disney Channel.
Chamberlin nasceu em Baltimore, Maryland e cresceu em Moorestown Township, Nova Jersey, e mudou-se há nove anos. Ele se formou em Mason Gross escola na Universidade de Rutgers de artes com um Bachelor of Fine Arts em agir.

## Carreira
Chamberlin foi nomeado para prêmios de Tony e Drama Desk para loira sujo (como Charlie), Seussical (como Horton) e a família de Addams (como o tio Fester). Créditos adicionais do teatro de Broadway incluem My Favorite Year, Triumph of Love, Abe Lincoln em Illinois, Chicago e The Ritz. Ele também apareceu no filme de 1999 com temática gay. Truque. Ele também apareceu em Die Hard with a Vengeance como um entusiasta NYPD bomb defusal especialista. No Lucky Number Slevin, novamente teve um papel de apoio como um oficial de polícia de Nova York. O mais recente trabalho de Chamberlin inclui o papel de Aron Malsky no primetime série Heroes da NBC. Ele também fez uma aparição em uma lei e ordem: Special Victims Unit, episódio Intitulado Redenção, onde jogou um homem com nome de Roger Berry, que estuprou e assassinou várias mulheres, alguns anos atrás e estava sendo caçado por Elliot e seu parceiro Jonathan Hawk. Ele também era um convidado na temporada 10, episódio treze na sitcom Frasier. Chamberlin já apareceu como tio Fester no musical  A Família Addams, um papel pelo qual ganhou um prêmio do público Broadway. Com favorito desempenho por um destaque ator em um musical Broadway. Brad Oscar substituiu-o no papel do tio Fester, em 8 de março de 2011.  Chamberlin atualmente estrela em Jessie da série original do Disney Channel como um mordomo chamado Bertram. Ele também está filmando um filme filme original do Disney Channel chamado Teen Beach Movie que as estrelas são Ross Lynch, Maia Mitchell e Steve Valentine que vai ao ar em 2013.
Seu trabalho mais recente foi na série original Netflix Grace and Frankie. E uma participação na série original Netflix, Desventuras em Série

## Ligações Externas
- Site oficial
- Kevin Chamberlin (em inglês) no Internet Broadway Database
- Kevin Chamberlin. no IMDb.
- Entrevista do centro de Downstage (em inglês) no American Theatre Wing, Novembro de 2007